# Satellit-DNA
Satellit-DNA är mångfaldigt upprepade, mycket korta, DNA-sekvenser i heterokromatin som bildar stora sekvensblock. Satellit-DNA har fått sitt namn eftersom det oftast har en annan densitet än övrigt DNA vilket resulterar i att den bildar en andra sträng, en satellit, när genomet separeras genom densitetsgradient.